# Irena Gwizdała
Irena Gwizdała (ur. 24 stycznia 1904 r., zm. 11 marca 1982 r. w Gliwicach) – polska lekkoatletka, wielokrotna medalistka i mistrzyni Polski.

## Życiorys
Specjalizowała się w biegach sprinterskich; na 60 metrów, 200 m, biegała również w sztafecie 4 × 100 m, a także (4 × 50 m, 4 × 60 m). Uprawiała skok w dal. Zawodniczka „Pogoni” Lwów.
Na mistrzostwach Polski seniorów na otwartym stadionie zdobyła sześć medali w tym; trzy złote, srebrny oraz dwa brązowe.
3-krotna Mistrzyni Polski w biegach sztafetowych:
- 1922 – w sztafecie 4 × 50 m z czasem 32,0 s.[a],
- 1923 – w sztafecie 4 × 60 m z czasem 35,8 s. oraz w sztafecie 4 × 100 m z czasem 58,9 s.[b].

## Rekordy życiowe
| Konkurencja        | Data i miejsce             | Wynik |
| ------------------ | -------------------------- | ----- |
| bieg na 60 metrów  | 16 lipca 1922, Lwów        | 9,0   |
| bieg na 100 metrów | 24 września 1922, Lwów     | 15,0  |
| bieg na 200 metrów | 25 sierpnia 1923, Warszawa | 31,9  |
| skok w dal         | 26 sierpnia 1923, Warszawa | 4,11  |